# Jesús atendido por los ángeles
Jesús atendido por los ángeles es un cuadro del pintor Giovanni Lanfranco, realizado en 1616, que se encuentra en el Museo de Capodimonte de Nápoles, Italia. 
La obra procede de un juego originalmente compuesto por nueve paneles de los que solo han sobrevivido dos: el comentado y otro, titulado María Magdalena criada por ángeles. Fueron utilizados para decorar un palacete anejo al Palacio Farnese. El cardenal Odoardo Farnesio fue el que le hizo el encargo a Lanfranco.

## El tema
La obra se centra en el episodio bíblico de las tentaciones de Jesús, narradas en los evangelios de Mateo y Lucas. Al concluir estas, el relato bíblico señala que los ángeles ministraron o atendieron a Jesucristo. Representado como parte de la escena principal en algunas ocasiones (como en Las tres tentaciones de Cristo de Sandro Botticelli en la Capilla Sixtina), otros autores representan solo el servicio dado a Jesús al terminar la tentación, como Charles Le Brun (Cristo en el desierto servido por ángeles).

## Descripción de la obra
Jesús, recostado sobre unas rocas en medio de un paisaje desértico, propio de los alrededores de Judea, recibe alimentos y agua por parte de un grupo de ángeles. Cristo es representado vestido con una túnica colorida.